# دلتا ماهی پرنده
دلتا ماهی پرنده یک ستاره است که در صورت فلکی ماهی پرنده قرار دارد.